# Krisna (folyó)
A Krisna (maráthi: कृष्णा नदी kannada: ಕೃಷ್ಣಾ ನದಿ telugu: కృష్ణా నది angol: Krishna) India egyik legnagyobb folyója, amely közel 1400 km hosszan Mahárástra, Karnátaka, Telangána és Ándhra Prades államokon folyik keresztül. 
A Nyugati-Ghátokban ered és kelet felé haladva a Bengáli-öbölbe ömlik. 
A folyó nem hajózható.
Vizét villamos energia előállítására és öntözésre használják. Két nagy gát épült rajta; az egyik a Srisailam, a másik a Nagarjuna Sagar. Az utóbbi magassága 125 m és a legmagasabb falazott gát a világon. Egyéb gátak: Basava Sagar, Almatti, Prakasham.
Kiterjedt deltavidékén nagyon jó a talaj.

## Mellékfolyói
- Bal oldal: Bhima , Dindi , Peddavagu, Haliya , Musi , Paleru , Munneru
- Jobb oldal: Venna , Koyna , Panchganga , Dudhaganga , Ghataprabha , Malaprabha , Tungabhadra

## Városok
A következő nagyobb városokat érinti: Sangli, Vijayawada

## Vízesések
Vízesések a folyón: Manikyadhara, Barkana, Ethipothala, Godchinamalaki, Gokak, Kune, Mallela Theertham,  Kalhatti, Sirimane

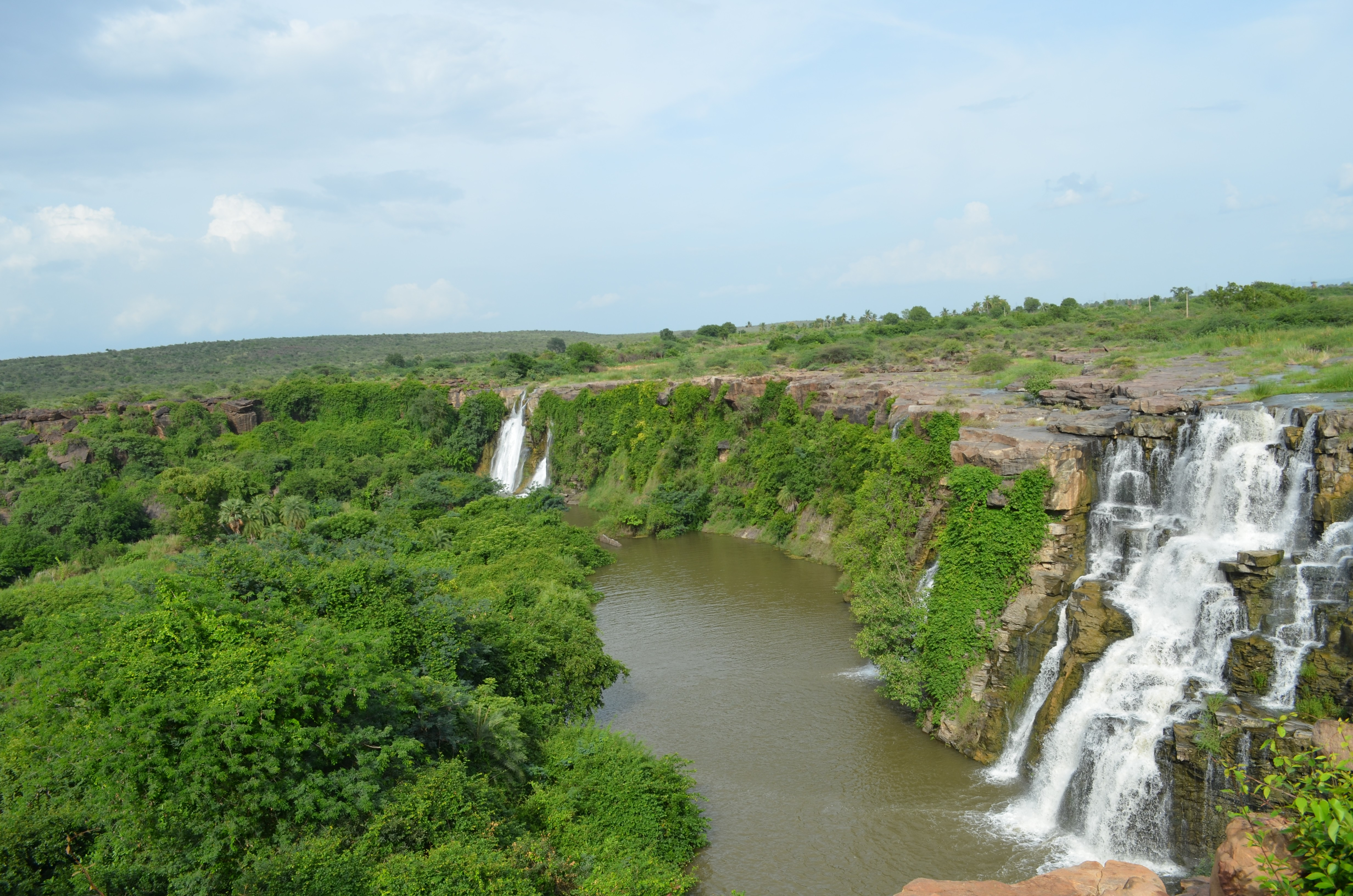
Az Ethipothala-vízesés

## Fordítás
- Ez a szócikk részben vagy egészben  a   Krishna River című angol Wikipédia-szócikk fordításán alapul.  Az eredeti cikk szerkesztőit annak laptörténete sorolja fel. Ez a jelzés csupán a megfogalmazás eredetét és a szerzői jogokat jelzi, nem szolgál a cikkben szereplő információk forrásmegjelöléseként.